# Helena Maria Sawicka
Helena Maria Sawicka (ur. 28 stycznia 1935 w Ostrowie Wielkopolskim, zm. 2 marca 2024) – artystka plastyk, twórczyni wielu ekslibrisów i grafik.

## Studia i praca zawodowa
Studia plastyczne ukończyła w 1980 r. na Uniwersytecie Śląskim – Filia w Cieszynie, a studia podyplomowe ze specjalnością grafiki w 1984 r. na Uniwersytecie Marii Curie Skłodowskiej w Lublinie. Od 1953 roku pracowała jako nauczyciel przedszkola, a także  jako nauczyciel plastyki w szkołach podstawowej i średniej w Ostrowie Wielkopolskim do 1991 r. W latach 80. XX wieku uzyskała II stopień specjalizacji w zakresie wychowania plastycznego.

## Działania plastyczne pozazawodowe
Uprawiała malarstwo, rysunek, grafikę (małe formy graficzne, ekslibris). 
Była długoletnim członkiem sekcji plastycznej Klubu Nauczyciela w Ostrowie Wielkopolskim. Należała także do sekcji literacko-plastycznej w Klubie Nauczyciela.
Uczestniczyła we wszystkich dotychczas organizowanych przeglądach twórczości plastycznej nauczycieli województwa kaliskiego w latach 1976–1997 oraz Międzynarodowym Biennale Małej Formy Graficznej i Ekslibrisu w Ostrowie Wielkopolskim. 
Od 1982 r. prezentowała prace malarskie i graficzne na wystawach „Ostrowska plastyka”. Od tej wystawy zaczęła też tworzyć ekslibrisy, była autorką 190 ekslibrisów (wykonanych przeważnie w technice akwaforty) i wielu małych form graficznych.
Brała udział w Międzynarodowej Wystawie „Egeria“ i „Jacy jesteśmy” w Powiatowej Galerii Sztuki Współczesnej w Ostrowie Wielkopolskim.
Uczestniczyła w kilkunastu ogólnopolskich i międzynarodowych plenerach plastycznych, m.in. w Erfurcie w Niemczech.
Prezentowała swoje prace na wystawach zbiorowych w kraju i za granicą m.in. w Częstochowie, Grudziądzu, Kaliszu,  Krakowie, Lublinie, Ostrowie Wielkopolskim, Poznaniu, Radomiu, Rawiczu, Rzeszowie, Wałbrzychu, Warszawie a w wystawach zagranicznych: Argentyna, Belgia, Bułgaria, Chiny, Chorwacja, Czechy, Francja, Hiszpania, Holandia, Hongkong,  Japonia, Jugosławia, Kazakhstan, Litwa, Meksyk, Niemcy, Rosja, Rumunia, Słowacja, Turcja, Ukraina, USA,  Włochy.
Uczestniczyła nie tylko w kilkudziesięciu zbiorowych wystawach plastycznych w kraju i za granicą, miała także kilkanaście wystaw indywidualnych.
Niektóre wystawy indywidualne:
- 1983 – Malarstwo i grafika, Klub Nauczyciela w Ostrowie Wielkopolskim,
- 1986 – Malarstwo, Klub Międzynarodowej Prasy i Książki w Ostrowie Wielkopolskim,
- 1987 – Grafika i malarstwo; Malarstwo, Klub Międzynarodowej Prasy i Książki w Kaliszu,
- 1996–2005 – Grafika, rysunek, malarstwo. Klub Nauczyciela w Ostrowie Wielkopolskim,
- 1996 – Malarstwo, rysunek, grafika. Krotoszyński Ośrodek Kultury „Galeria Refektarz” – Krotoszyn,
- 1996, 1998 – Krakowskie Biennale exlibrisu polskiego – Kraków,
- 1997 – Malarstwo, rysunek, grafika, Sanatorium MSW Kołobrzeg,
- 1998 – Ekslibrisy i małe formy grafiki Heleny Sawickiej Łódź Widzewska Galeria Ekslibrisu w Łodzi,
- 2000 – Helena Sawicka Malarstwo, rysunek, grafika, ekslibris – Pałac Myśliwski  w Antoninie,
- 2000, 2014 – Ostrów w malarstwie, grafice i rysunku, Muzeum Miasta Ostrowa Wielkopolskiego, Ostrów Wielkopolski,
- 2001–2014 – „Jacy jesteśmy”, Powiatowa galeria Sztuki Współczesnej w Ostrowie Wielkopolskim,
- 2003 – Kraków Galeria Ekslibrisu Domu Kultury „Podgórze”, Helena Sawicka Ekslibrisy i małe formy graficzne,
- 2014 – Ostrów artystów, Ostrowskie Centrum Kultury – Ostrów Wielkopolski,
- 2015 – Międzynarodowa wystawa exlibrisu „Drogi do wolności”, Biblioteka Publiczna, Oleśnica,
- 2016 – Helena Sawicka, malarstwo, rysunek, grafika – Galeria 33 w Ostrowie Wielkopolskim,
- 2016 – Helena Sawicka, grafika – Forum Synagoga w Ostrowie Wielkopolskim.

## Prace w zbiorach
Prace Heleny Sawickiej znajdują się w wielu zbiorach, muzeach i kolekcjach prywatnych w kraju i za granicą m. m.:
- Muzeum Miasta Ostrowa Wielkopolskiego,
- Muzeum Okręgowe w Rzeszowie,
- Muzeum w Lubaczowie,
- Muzeum Sztuki Współczesnej w Radomiu,
- Muzeum Archidiecezjalne w Poznaniu,
- Muzeum Nadwiślańskie w Kazimierzu Dolnym,
- Muzeum Narodowe Wrocław Oddział Panorama Racławicka,
- Miejska Biblioteka Publiczna w Świdnicy,
- International Museum Maastricht w Holandii,
- Staatliches Museum Schloss Burgk w Niemczech,
- Universidad Nacional de Rosario – Argentyna,
- Museo Claudio L Sempre – Argentyna,
- Svencilisna Krjiżnica Rijeka – Chorwacja,
- Muzeum Utena – Litwa,
- Muzeum Floren Maramures – Rumunia,
- Hacettepe University – Ankara Turcja,
- Museo Etnografico Tiranese – Włochy.

## Nagrody i wyróżnienia
Otrzymała kilka nagród i wyróżnień za grafikę i ekslibris.
- 1977 – Leszno. Ogólnopolski konkurs na grafikę „Pejzaże wiejskie” – III Nagroda,
- 1978 – Leszno II Festiwal Artystyczny Nauczyciela PAN`78 – wyróżnienie za grafikę,
- 1984 – Radom Ogólnopolski Konkurs na ekslibris „Jan Kochanowski” – III nagroda,
- 1985 – Ogólnopolska Wystawa Twórczości Plastycznej Nauczycieli Ostrów Wielkopolski – nagroda specjalna,
- 1996 – Lublin Ogólnopolski Przegląd Twórczości Plastycznej Nauczycieli – wyróżnienie za grafikę,
- 1998 – Poznań Ogólnopolski Konkurs „Wielkopolska w ekslibrisie” – wyróżnienie,
- 2000 – Rzeszów Ogólnopolska Wystawa Twórczości Pedagogów Plastyki – wyróżnienie za grafikę,
- 2002 – Rzeszów Ogólnopolski Konkurs na Grafikę i Rysunek Plastyków Pedagogów – wyróżnienie za grafikę,
- 2004 – Kraków I Nagroda w dziedzinie grafiki w konkursie „Morze”,
- 2006 – Lublin VIII Ogólnopolskie Biennale Twórczości Plastycznej Nauczycieli – nagroda.

## Wyróżnienia i odznaczenia
- Złoty Krzyż Zasługi (1975)
- Nagroda Kuratora Oświaty i Wychowania w Kaliszu (1981 i 1990)
- Medal Za Zasługi w Rozwoju Ostrowa Wielkopolskiego (1985)
- Osobowość Ostrowskiej Kultury (2003, 2006)
- Filar Kultury Nagroda Prezydenta Ostrowa Wielkopolskiego (2016)